# Sophie Moressée-Pichot
Sophie Michèle Moressée-Pichot (nacida como Sophie Michèle Moressée, Sissonne, 3 de abril de 1962) es una deportista francesa que compitió en esgrima, especialista en la modalidad de espada.
Participó en dos Juegos Olímpicos de Verano, obteniendo una medalla de oro en Atlanta 1996, en la prueba por equipos (junto con Valérie Barlois y Laura Flessel), y el quinto lugar en Sídney 2000, en la prueba por equipos.
Ganó ocho medallas en el Campeonato Mundial de Esgrima entre los años 1988 y 1998.

## Palmarés internacional
| Juegos Olímpicos   | Juegos Olímpicos            | Juegos Olímpicos  | Juegos Olímpicos   |
| Año                | Lugar                       | Medalla           | Prueba             |
| ------------------ | --------------------------- | ----------------- | ------------------ |
| 1996               | Atlanta (Estados Unidos)    | Medalla de oro    | Espada por equipos |
| Campeonato Mundial |                             |                   |                    |
| Año                | Lugar                       | Medalla           | Prueba             |
| 1988               | Orleans (Francia)           | Medalla de plata  | Espada individual  |
| 1988               | Orleans (Francia)           | Medalla de plata  | Espada por equipos |
| 1992               | La Habana (Cuba)            | Medalla de plata  | Espada individual  |
| 1993               | Essen (Alemania)            | Medalla de bronce | Espada individual  |
| 1995               | La Haya (Países Bajos)      | Medalla de plata  | Espada por equipos |
| 1995               | La Haya (Países Bajos)      | Medalla de bronce | Espada individual  |
| 1997               | Ciudad del Cabo (Sudáfrica) | Medalla de bronce | Espada por equipos |
| 1998               | La Chaux-de-Fonds (Suiza)   | Medalla de oro    | Espada por equipos |